# Li Feng
Li Feng (* 26. April 1969) ist eine neuseeländische Badmintonspielerin chinesischer Herkunft. 

## Karriere
Li Feng siegte 1996, 1997 und 1998 bei den New Zealand Open. 1997 war sie auch bei den Australian Open, den Auckland International und der Ozeanienmeisterschaft erfolgreich. In ihrer späteren Karriere wechselte sie in den neuseeländischen Trainerstab.